# Лабова (гмина)
Гмина Лабова (пол. Gmina Łabowa)  —  сельская гмина (волость) в Польше, входит как административная единица в Новосонченский повет,  Малопольское воеводство. Население — 5109 человек (на 2004 год).

## Сельские округа
1. Барновец
2. Чачув
3. Камянна
4. Котув
5. Кшижувка
6. Лабова
7. Лабовец
8. Лосе
9. Мацеёва
10. Нова-Весь
11. Розтока-Велька
12. Складзисте
13. Ухрынь